# Wulfila
Wulfila, Ulfila ou Ulfilas (en gotique 𐍅𐌿𐌻𐍆𐌹𐌻𐌰 / Wulfila), né dans la première décennie du IVe siècle et mort à Constantinople en 383, est un théologien, traducteur et évêque goth, et une personnalité du christianisme ancien au IVe siècle.
Consacré « évêque de Gothie » par l'arien modéré Eusèbe de Nicomédie, Wulfila est comme ce dernier un tenant de l'homéisme, puis d'un subordinationisme trinitaire. On lui attribue l'évangélisation des Goths et la traduction de la Bible dans leur langue à l'aide d'un alphabet conçu par ses soins, un événement aux répercussions religieuses et culturelles importantes.

## Biographie

### Sources
Le peu d'éléments biographiques concernant Wulfila nous sont parvenus principalement de deux sources : une lettre de l'un de ses disciples, l'évêque arien Auxence de Durostorum, datée de quelques années après la mort de Wulfila, et une Histoire de l'Église de Philostorge, écrite vers 430, dont Photios de Constantinople a composé une version abrégée au IXe siècle.

### Origines
Wulfila nait à une date située entre 306/307 et 311, date traditionnellement retenue, en dehors de l'Empire romain, vraisemblablement en « Gothie », une région comprise entre le Dniestr et le Danube, plus précisément située par les auteurs antiques dans la partie orientale de la Dacie. Si l'on en croit les sources chrétiennes, il appartient à une famille romaine chrétienne hellénisée de Cappadoce, capturée à Sadagolthina par des Goths lors d'une de leurs incursions en Asie mineure à la fin du IIIe siècle. Il est cependant possible que cette tradition témoigne simplement d'une volonté de constituer un passé orthodoxe à celui qui propagera le christianisme chez les Goths.
Son nom est d'origine gotique (𐍅𐌿𐌻𐍆𐌹𐌻𐌰 / wulfila signifie « louveteau ») et témoigne peut-être du degré d'intégration de ces familles de prisonniers chrétiennes chez les Goths, que semblent attester plusieurs auteurs anciens. En tout état de cause, il est vraisemblable que les captifs chrétiens aient été les premiers vecteurs de la pénétration du christianisme chez les Goths. Outre la langue des Goths, Wulfila maîtrise le grec et le latin qu'il a appris à écrire ; il se destine probablement à une carrière de clerc.

### Évêque
Selon les auteurs anciens, ses talents lui valent d'être ambassadeur pour son peuple d'adoption auprès de l'Empire romain d'Orient. Cependant, l'historiographie actuelle suggère également la possibilité d'une persécution en territoire des Goths Tervinges dès 340, qui oblige les chrétiens à une migration dans l'Empire. En effet, il semble qu'une certaine christianisation des Goths avait commencé auparavant par des contacts avec le monde romain, peut-être par les prisonniers ou des marchands. La mention parmi d'autres de Nicétas le Goth, disciple d'un évêque du nom de Théophile présent au concile de Nicée, atteste d'une évangélisation d'un christianisme nicéen dont il reste quelques traces après Wulfila.
À Antioche, où l'empereur Constance II est présent pour un concile connu sous le nom de synode de la Dédicace, Wulfila entre en contact avec l'évêque arien Eusèbe de Nicomédie, qui le consacre évêque du pays goth à une date débattue — si la date de 341 est régulièrement évoquée, la recherche est partagée entre cette année et les années 336, 337 ou 338 —, dans un contexte où l'arianisme est favorisé par les empereurs Constance II puis Valens. Ce dernier, fervent homéen, a d'ailleurs vraisemblablement soutenu des missions d'évangélisation et, en 376, a conditionné à leur conversion au christianisme homéen l'autorisation pour les Tervinges de s'établir dans les limites de l'Empire.
Suivant les récits anciens, pendant plusieurs années encore, Wulfila se consacre au prosélytisme dans les terres au-delà du Danube, mais le succès de la propagande chrétienne effraie le roi des Goths et une persécution a lieu entre 347 et 350, faisant se réfugier Wulfila dans l'Empire où l'accueille Constance II qui le compare à un nouveau Moïse ayant libéré son peuple de la servitude en le menant hors de son «  Égypte trans-danubienne ». C'est avec le soutien de l'empereur que Wulfila et ses ouailles s'installent vraisemblablement près de la cité de Nicopolis ad Istrum, dans la province frontalière de Mésie Seconde. Après son immigration dans l'empire, ce dernier n'est plus l'« évêque de la Gothie », mais l'évêque de ce groupe ethnique que l'on appelle par la suite les « Goths mineurs » (Gothi minores), établis durablement dans la région. Wulfila ne semble plus avoir dès lors de responsabilité sur les Goths d'outre-Danube, et la tradition rapportée par Socrate le Scolastique qui lui attribue la christianisation de la tribu du souverain Fritigern, occasionnant une guerre civile vers 370 avec un autre chef goth, Athanaric, est probablement inexacte.

### Influence

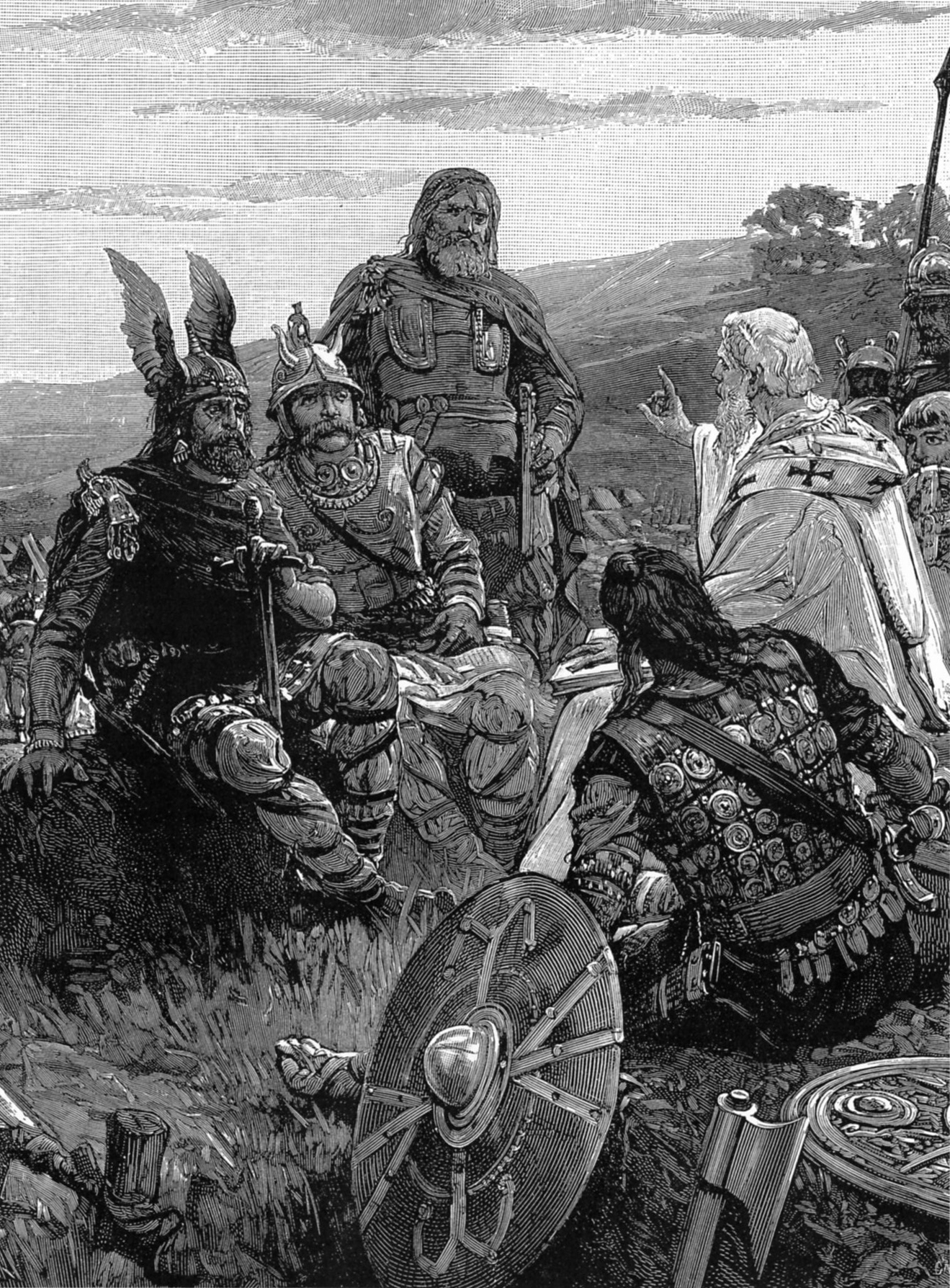
Scène imaginaire de Wulfila évangélisant les Goths, tirée d'un ouvrage d'histoire allemand du début du XXe siècle.

La zone d'influence de Wulfila couvre la majeure partie des territoires du Nord de l'Empire à la frontière danubienne. Les peuples nouvellement fédérés par le Sénat romain y étant installés en priorité, leur perméabilité à l'homéisme a pu s'en trouver renforcée. De plus, à la suite de la guerre civile entre tribus goths et des invasions des Huns, les Tervinges qui se sont convertis à la suite de leur chef Fritigern se réfugient à leur tour en 376 en Mésie, rejoignant et grossissant l'Église arienne des Goths mineurs. Ces migrants, sous la juridiction de l'évêque arien de Constantinople Démophile, forment le noyau à partir duquel se reconstituera le peuple gothique de l'Ouest (les Wisigoths) en terre romaine qui, resté attaché à l'homéisme, constituera l'Église wisigothique qui s'autonomisera avec la migration des Wisigoths vers l'Occident. Le christianisme wisigothique se propage ensuite à d'autres peuples germaniques, comme les Ostrogoths, les Vandales ou les Burgondes pour former ce que l'historiographie contemporaine appelle l'« arianisme germanique ». C'est donc en partie (bien qu'indirectement) à Wulfila qu'est due la résurgence de l'arianisme, et plus précisément de l'homéisme, en Occident du Ve au VIIe siècle.
Wulfila meurt à Constantinople, à la veille du synode convoqué au printemps 383 par l'empereur Théodose qui marquera la fin de la domination des théologies arianisantes. Mis à part le nom de son successeur, Selena, on ne sait plus grand-chose de l'arianisme chez les Goths dans la partie orientale de l'Empire.

## Théologie
Wulfila participe au grand débat trinitaire qui marque l'époque et se rend à Constantinople à plusieurs reprises où il adhère au groupe homéen en 357, une position qu'il défend lors du concile réuni à Constantinople en 360. Celle-ci adhère à la formule théologique que Constance a imposé aux synodes de Rimini et Séleucie dès 359 et qui devient la norme doctrinale de l'arianisme gothique. Wulfila radicalise progressivement ses positions vers le subordinationisme trinitaire et devient, ainsi qu'en témoigne son disciple Auxence de Durostorum, un opposant ferme à ceux qui acceptent le symbole de Nicée. Néanmoins, la foi chrétienne homéenne de Wulfila, qualifiée abusivement d'« arianisme » par le courant nicéen, n'a plus guère à voir avec les théories d'Arius condamnées au cours de ce même concile, et son homéisme se considère naturellement comme un christianisme orthodoxe et catholique, aux sens antiques de juste et universel.
Le credo de Wulfila a été conservé dans son testament spirituel transmis par son disciple Auxence dans Epistula de vita fide et obitu Ulfiae :

« Moi, Wulfila, évêque et confesseur, j'ai toujours cru ainsi et c'est dans cette seule vrai foi que j'irai vers le Seigneur : Je crois en un seul Dieu le Père, seul inengendré et invisible, et en son Fils unique, notre Seigneur et notre Dieu, artisan et auteur de toute créature, qui n'a pas son semblable. Par conséquent, il n'y a qu'un seul Dieu de tous, le Père, qui est aussi le Dieu de notre Dieu [Jésus Christ], et un seul Esprit saint, vertu illuminatrice et sanctificatrice (...) qui n'est ni Dieu ni Seigneur, mais ministre fidèle du Christ, non égal, mais soumis et obéissant en tout au Fils ; et que le Fils est soumis et obéissant en toutes choses à son Dieu, toutefois semblable à Dieu le Père ; Dieu a tout engendré par le Christ et organisé toutes choses par l'Esprit saint. »

La doctrine que les Goths puis d'autres peuplades germaniques héritent de Wulfila devient la religion officielle des royaumes germaniques occidentaux dont un des fondements de l'idée nationale réside dans ce credo arianisant, moteur d'émancipation dans un processus de différenciation avec la catholicité de l'Empire Romain.

## Œuvre

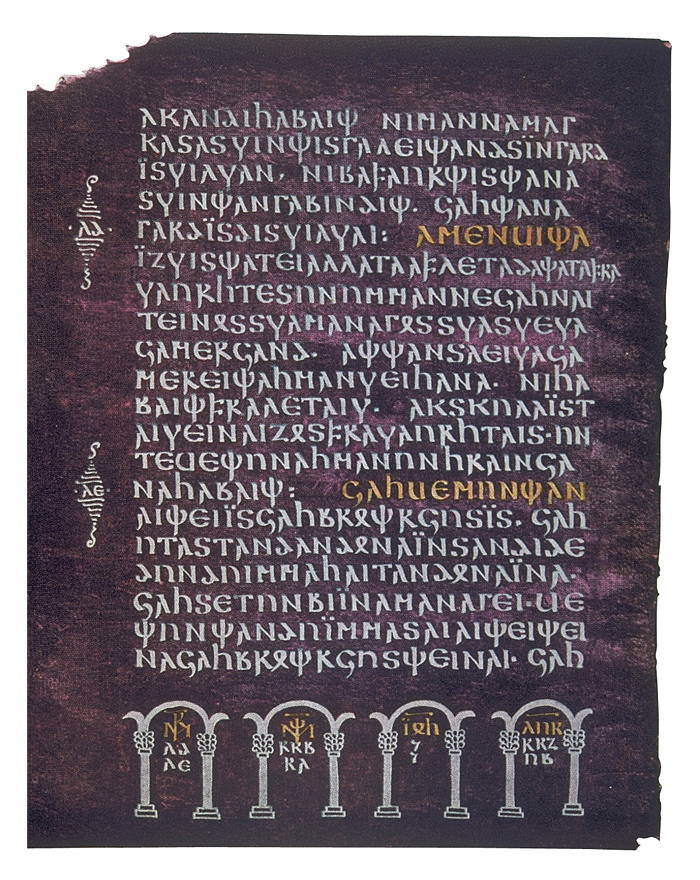
Un exemplaire de la Bible de Wulfila, premier livre en langue gotique dont une copie se trouve à la bibliothèque de l'université d'Uppsala (Suède) : le Codex Argenteus

L'influence culturelle de Wulfila est immense : en se consacrant à la traduction de la Bible en langue gotique, il crée à cette occasion l'alphabet gotique à partir des majuscules bibliques grecques, les augmentant de quelques onciales latines et de signes runiques. Cela permet le passage à l'écrit de la langue gotique qui était jusqu'alors uniquement orale, lui conférant une « dignité littéraire ».
La traduction du message chrétien dans cette langue conduit à l’introduction de nombreux hellénismes et latinismes pour désigner des personnes, des objets ou des institutions chrétiennes (par exemple 𐌰𐌹𐌺𐌺𐌻𐌴𐍃𐌾𐍉 / Aíkklēsjō pour « Église » et 𐌺𐌴𐌹𐍂𐌹𐌺𐍉 / keirikō pour « église » ou encore 𐌰𐍀𐌰𐌿𐍃𐍄𐌰𐌿𐌻𐌿𐍃 / apaústaúlus pour « apôtre »), qui s'additionnent au latin profane déjà présent depuis l'installation des Goths dans la région de la Vistule. Mais l’essentiel des concepts théologiques (inintelligibles pour des gens ne parlant ni grec ni latin) est rendu par des mots gotiques correspondants qui, enrichis sémantiquement, reflètent bientôt des termes et concepts purement chrétiens. Ainsi, par exemple, pour traduire « foi » (πίστις / pístis en grec et fides en latin), Wulfila choisit le mot gotique 𐌲𐌰𐌻𐌰𐌿𐌱𐌴𐌹𐌽𐍃 / galáubeins, et, de là, le terme
𐌲𐌰𐌻𐌰𐌿𐌱𐌾𐌰𐌽 / galáubjan va signifier l'acte de foi salvifique. La langue voit même l'apparition de formes lexicales nouvelles et ces différents changements laissent à penser que le gotique chrétien est devenu une langue spécifique à l'intérieur du gotique même, à l'instar de ce qui s'est passé en latin.